# Палата громад (Канада)
Пала́та грома́д (англ. House of Commons of Canada, фр. Chambre des communes du Canada) — одна із складових Парламенту Канади поряд з Сенатом і Монархом (представленим генерал-губернатором). Палата громад — це демократично обрана палата, складається із 338 депутатів. Депутати обираються на чотири роки (або менше). Кожен депутат представляє один із виборчих округів країни.
Акт про Британську Північну Америку 1867 року, а нині називається Конституційний акт 1867 року створив Домініон Канаду та Палату громад, моделюючи її за моделлю британської Палати громад. Будучи нижньою палатою, що утворює парламент, Палата громад, має значно більше повноважень, аніж верхня палата парламенту - Сенат. І хоча для того, щоб закон став законом, потрібно схвалення обох палат, Сенат рідко відхилює законопроєкти, прийняті Палатою громад.
Більше того, Уряд відповідає виключно перед Палатою громад. Прем'єр-міністри залишаються на посаді до тих пір, допоки вони утримують «довіру» нижньої палати.

## Історія
Палата громад виникла в 1867 році, коли британський парламент прийняв Акт про Британську Північну Америку 1867 року, що об’єднав провінцію Канада (яка, в свою чергу, була поділена на Квебек і Онтаріо), Нову Шотландію і Нью-Брансвік в єдину федерацію під назвою Домініон Канада. Новий парламент Канади складався з монарха (в особі генерал-губернатора, який також представляв Офіс управління колоніями), Сенату та Палати громад. Парламент Канади був заснований на Вестмінстерській моделі. Та на відміну від парламенту Великої Британії, повноваження канадського парламенту були обмежені тим, що інші повноваження були покладені виключно на законодавчі органи провінцій. Парламент Канади також залишався підпорядкованим Британському парламенту, вищому законодавчому органу для всієї Британської імперії. Велика автономія була надана Вестмінстерським статутом 1931 року, після чого нові акти британського парламенту не поширювалися на Канаду, за деякими винятками. Ці винятки були скасовані Канадським актом 1982 року.
З 1867 року Палата громад збиралася в залі, який раніше використовували Законодавчі збори Провінції Канада, доки будівлю не знищила пожежа в 1916 році. Палата громад перемістилася в амфітеатр Меморіального музею Вікторії — сьогоднішнього Канадського музею природи, де вона збиралася до 1922 року. До кінця 2018 року, Палата громад засідала в палаті Центрального блоку. Однак, починаючи з останнього засідання перед федеральними виборами 2019 року, Палата громад засідає у тимчасовій палаті в Західному блоці принаймні до 2028 року, тоді як у Центральному блоці парламенту проводяться ремонтні роботи.

## Члену парламенту та виборчі округи
| Провінція                  | Місця до перепису (у відповідності до Конституційного акту) | Населення (перепис 2016 року) | Загальна кількість розподілених місць | Електоральний коефіцієнт (середня чисельність населення на виборчий округ) |
| -------------------------- | ----------------------------------------------------------- | ----------------------------- | ------------------------------------- | -------------------------------------------------------------------------- |
| Онтаріо                    | 106                                                         | 13,448,494                    | 121                                   | 111,144                                                                    |
| Квебек                     | 75                                                          | 8,164,361                     | 78                                    | 104,671                                                                    |
| Британська Колумбія        | 36                                                          | 4,648,055                     | 42                                    | 110,667                                                                    |
| Альберта                   | 28                                                          | 4,067,175                     | 34                                    | 119,622                                                                    |
| Манітоба                   | 14                                                          | 1,278,365                     | 14                                    | 91,311                                                                     |
| Саскачеван                 | 14                                                          | 1,098,352                     | 14                                    | 78,453                                                                     |
| Нова Шотландія             | 11                                                          | 923,598                       | 11                                    | 83,963                                                                     |
| Нью-Брунсвік               | 10                                                          | 747,101                       | 10                                    | 74,710                                                                     |
| Ньюфаундленд і Лабрадор    | 7                                                           | 519,716                       | 7                                     | 74,245                                                                     |
| Острів Принца Едварда      | 4                                                           | 142,907                       | 4                                     | 35,726                                                                     |
| Всього по провінціях       | 305                                                         | 35,038,124                    | 335                                   | 104,591                                                                    |
| Північно-Західні території | 1                                                           | 41,786                        | 1                                     | 41,786                                                                     |
| Юкон                       | 1                                                           | 35,874                        | 1                                     | 35,874                                                                     |
| Нунавут                    | 1                                                           | 35,944                        | 1                                     | 35,944                                                                     |
| Всього по територіях       | 3                                                           | 113,604                       | 3                                     | 37,868                                                                     |
| Всього національно         | 308                                                         | 35,151,728                    | 338                                   | 103,999                                                                    |

| Політика | Це незавершена стаття про політику. Ви можете допомогти проєкту, виправивши або дописавши її. |

1. ↑  Liberals, NDP agree to confidence deal seeing Trudeau government maintain power until 2025. CTV News. 22 березня 2022.